# Sphinctus vitripennis
Sphinctus vitripennis är en stekelart som beskrevs av Dmitriy R. Kasparyan 1992. Sphinctus vitripennis ingår i släktet Sphinctus och familjen brokparasitsteklar. Inga underarter finns listade i Catalogue of Life.